# Dans la souricière
Pour les articles homonymes, voir The Trap.
Pour plus de détails, voir Fiche technique et Distribution.
Dans la souricière (The Trap) est un film américain réalisé par Norman Panama et sorti en 1959.

## Synopsis
Un avocat retourne voir sa famille qui habite dans une petite ville, dont son père est le shérif. Une bande de gangsters arrive dans la ville.

## Fiche technique
- Titre : Dans la souricière
- Titre original : The Trap
- Réalisation : Norman Panama
- Scénario : Richard Alan Simmons, Norman Panama
- Direction artistique : Henry Bumstead et Hal Pereira
- Décors de plateau : Sam Comer et Ray Moyer
- Date de sortie :
  - États-Unis : 28 janvier 1959
  - Allemagne : 7 septembre 1959
- Durée : 84 minutes

## Distribution
- Richard Widmark (VF : Jean Claudio) : Ralph Anderson
- Lee J. Cobb (VF : Jean Martinelli) : Victor Massonetti
- Tina Louise (VF : Nelly Benedetti) : Linda Anderson
- Earl Holliman (VF : Serge Lhorca) : Tippy Anderson
- Carl Benton Reid (VF : Jacques Berlioz) : Shérif Lloyd Anderson
- Lorne Greene (VF : Robert Bazil) : Davis
- Peter Baldwin : Mellon
- Richard Shannon : Len Karger
- Carl Milletaire : Eddie